# 柴田芳洲
柴田 芳洲（しばた ほうしゅう、天保11年〈1840年〉 - 明治23年〈1890年〉10月10日）とは、幕末から明治時代にかけての画家。

## 来歴
尾張国の愛知郡柴田新田に生れる。名は弘、通称栄三郎。字は子道。妻はのぶと云い月岡芳年門下の絵師柴田年人。はじめは岸派の喜田華堂に絵を学んだが、後に村田香谷に師事、南画に転じた。その後名古屋から東京へ移り、自らの一生を画巻にしたといわれるが、奇行が多かったという。著書に『大東閨語』、絵の作に「明治初年愛知県公立病院外科手術の図」がある。